# Изола дел Пиано
Ѝзола дел Пиа̀но (на италиански: Isola del Piano, на местен диалект Isla, Изъла) е село и община в Централна Италия, провинция Пезаро и Урбино, регион Марке. Разположено е на 210 m надморска височина. Населението на общината е 660 души (към 2010 г.).